# Shani Bakanov
Shani Bakanov (em hebraico: שני בקנוב; Haifa, 27 de fevereiro de 2006) é uma ginasta rítmica israelense.

## Vida pessoal
Bakanov nasceu em Haifa, Israel, e é judia. Seus pais imigraram para Israel da Bielorrússia. Ela é estudante na Leo Baeck High School em Haifa. Ela mora no bairro Neve David em Haifa, com sua mãe, que trabalha como faxineira, e sua irmã em um pequeno apartamento de 33 metros quadrados. Ela fala hebraico e inglês.

## Carreira
Em 2022, ela foi nomeada parte do novo grupo nacional de Israel. Elas estrearam na Copa do Mundo em Atenas, ganhando medalhas de ouro em 5 aros e 3 fitas + 2 bolas. Depois Baku, onde obtiveram bronze no individual geral e 5 aros. Pamplona (medalha de prata no individual geral), Portimão (ouro no individual geral) e Cluj-Napoca (prata no individual geral e 5 aros).
Nos Jogos Olímpicos de Verão de 2024, em Paris, conquistou a medalha de prata na competição de grupos da ginástica rítmica, ao lado de Ofir Shaham, Diana Svertsov, Adar Friedmann e Romi Paritzki.